# Стабло црног бора у селу Рсовци
Стабло црног бора (лат. Pinus nigra Arnold subsp. pallasiana) налази се на месном гробљу у атару села Рсовци. Припада подврсти црног бора познатој под називом Паласов бор. Реч је о реликтној и ендемичној подврсти бора, распрострањеној острвасто у Румунији, југоисточној Србији, Северној Македонији, Бугарској и Турској (лат. var. Caramanica). Стабло Паласовог бора расте до 50 метара висине, јајасте је и у старости широко засведене крошње, са готово хоризонтално поравнатим врхом. Старија стабла су склона губитку доњих грана. Иглице (четине) су тамнозелене боје, дужине до 18 цм.
По веровању мештана Рсоваца, ово горостасно стабло старо је више стотина година и представља праву туристичку атракцију у парку природе „Стара планина”. Стабло црног бора у Рсовцима уједно је један од првих појединачних објеката који је заштићен на овој планини. Под заштиту државе стављено је јуна 1985. године као споменик природе ботаничког карактера.
Завод за заштиту природе Србије објавио је у свом годишњем извештају 2016. године одлуку Скупштине општине Пирот од фебруара исте године, којом је престало важење решења о проглашењу и заштити црног бора у селу Рсовци донето 1985. године.
Стабло црног бора у Рсовцима остало је под заштитом државе као природна реткост. Његова постојећа законска заштита темељи се на Правилнику о проглашењу и заштити строго заштићених и заштићених дивљих врста биљака, животиња и гљива, којим је Паласов бор дефинисан као строго заштићена биљна врста у Србији. Заштита стабла интегрисана је у оквиру заштићеног подручја Парк природе „Стара планина” (Службени гласник РС, бр. 23/2009) те су се све активности на њему и око њега реализовале у складу са прописаним режимом заштите III (трећег) степена Парка природе „Стара планина”, односно у складу са планираним активностима стараоца заштићеног подручја Јавног предузећа за газдовање шумама „Србијашуме” Београд. 
На територији Србије Паласов бор забележен је и на обронцима планине Црноок у околини Босилеграда, на надморској висини од око 1300 метара. Ово станиште на Црнооку проглашено је за Специјални резерват природе „Јарешник”.
Одлука Скупштине општине Пирот из 2016. године о престанку заштите стабла црног бора у Рсовцима никада није појашњена широј јавности. Стога међу мештанима села и становницима Пирота и даље влада уверење да стабло представља Споменик природе ботаничког карактера. Оваква квалификација среће се штавише у медијима и брошурама Туристичке Организације Пирот, штампаним неколико година потом. Стабло је као споменик природе евидентирано и у Просторном плану града Пирота донетом 2021. године.
Стабло црног бора у Рсовцима није наведено у актуелном каталогу заштићених подручја у Републици Србији.

## Галерија
- Стабло црног бора у Рсовцима, природна реткост под заштитом државе